# Ivan Venturi
Ivan Venturi (Bologna, 9 giugno 1970) è un imprenditore e autore di videogiochi italiano.
È stato un personaggio di rilievo nel periodo di fioritura dell'industria italiana dei videogiochi.

## Biografia

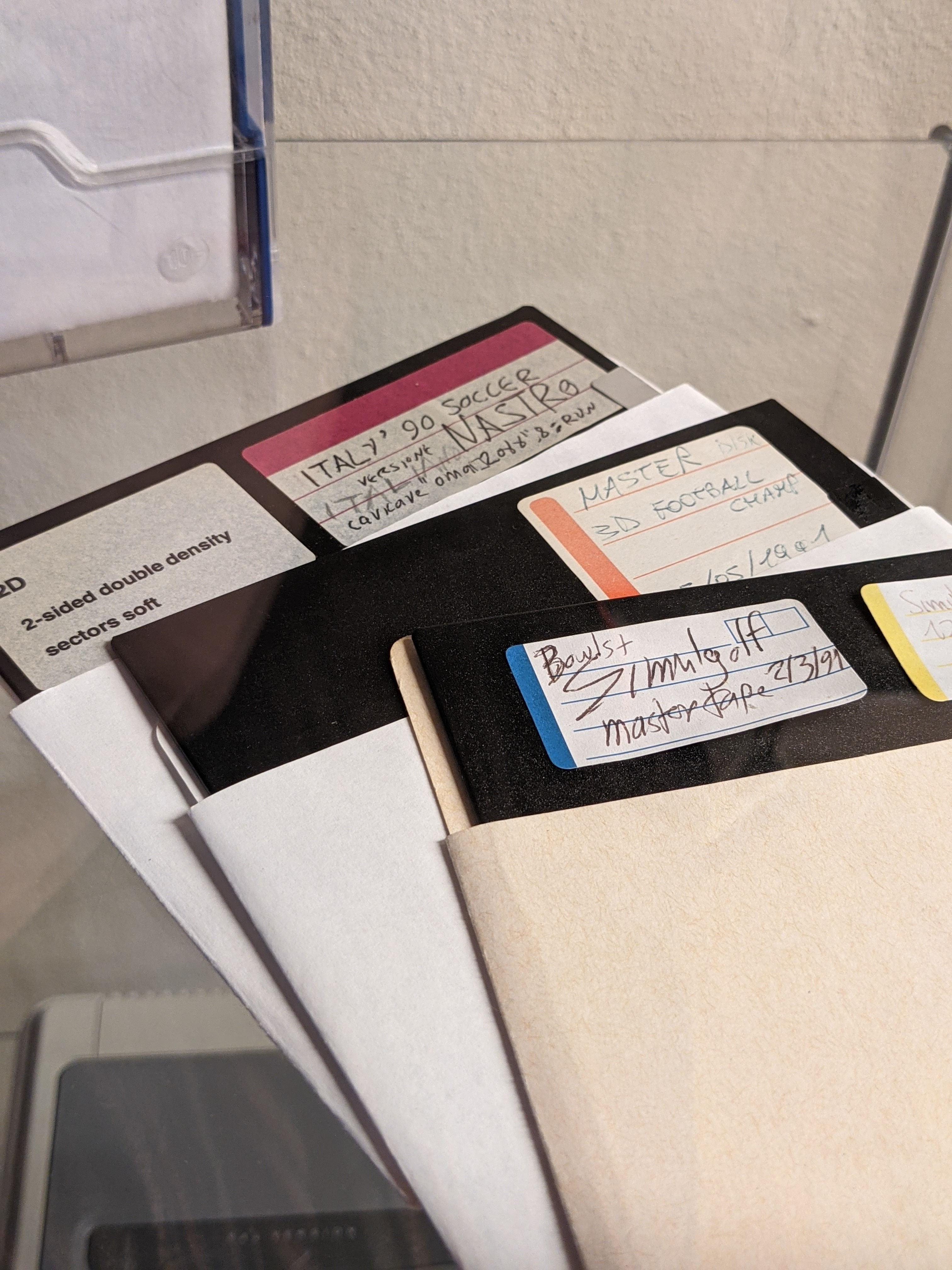
Master disk originali di alcuni dei giochi sviluppati dalla casa di produzione Simulmondo. In primo piano Bocce. Archivio Videoludico, Cineteca di Bologna.

Iniziò a programmare videogiochi da bambino, nei primi anni '80, e acquistò un Commodore 64 a 14 anni.
Nel 1987, mentre frequenta ancora il liceo artistico, sviluppa Bocce, il suo primo titolo commerciale e il primo videogioco della Simulmondo, la prima software house italiana videoludica conosciuta all'estero.
Nel corso degli anni, mentre l'azienda si espande, assume i ruoli di designer e direttore della produzione, pubblicando titoli celebri come la conversione per Commodore 64 di F.1 Manager, dopo la quale lascia temporaneamente la Simulmondo per adempiere al servizio militare, di Italy '90 Soccer e di Dylan Dog, continuando a produrre direttamente tutta la grafica pixel art delle versioni Commodore 64.
Nel 1994 si mette in proprio e fonda Colors Arti Multimediali, con cui produce oltre sessanta videogiochi poco noti per PC, per diversi editori quali De Agostini e Mondadori New Media, fino alla sua chiusura nel 1999.
In seguito si dedica a produzioni editoriali come il videogioco su CD-ROM di Esplorando il corpo umano (ideazione, game design e direzione produzione). Diventa consulente palinsesto della trasmissione RaiSat Videogamez e inizia ad ampliare l’impegno nel settore educativo. Fino al 2003 produce giochi per cabinato in touch screen, come Europlay e Dinos, e per computer il videogioco multiplayer in 3D Underground e il videogioco 3D Ford Fusion.
Crea alcuni advergame online per conto della Alka-Seltzer e Sanbittèr.
Nel giugno 2003 fonda Koala Games insieme a Max Di Fraia (programmatore e compositore), con cui realizza diversi serious game e videogiochi didattici. Fin dall'inizio l'azienda scelse di rivolgersi principalmente alle pubbliche amministrazioni, un mercato all'epoca pochissimo sfruttato in Italia, e questo la portò a radicarsi in particolare in Emilia-Romagna e nel bolognese.
L’azienda nel 2007 entra nel Gruppo Armonia come società di ricerca e sviluppo e nel 2011 cambierà nome in TiconBlu s.r.l., producendo principalmente simulatori di guida professionali.
Nel 2007 è fondatore e docente del gruppo di studio specializzato sui videogiochi in collaborazione con il MED – Media Education. Collabora con l'Università di Bologna per vari laboratori di linguaggi multimediali.
Nel 2010 acquista per la sua azienda i diritti della saga letteraria di Nicolas Eymerich, scritta da Valerio Evangelisti, e ne produce due videogiochi (PC/mobile) dal 2012 al 2014, pubblicati in maniera indipendente in Italia e con Microïds a livello internazionale. 
Con Nicolas Eymerich, Inquisitore il modello di produzione dell'azienda cambiò completamente e si fece molto più oneroso.
Dal 2010 fonda e organizza l’evento Svilupparty insieme all’Archivio Videoludico di Bologna e in collaborazione con AESVI. L’evento divenne il principale punto di incontro degli sviluppatori di videogiochi italiani. Cinque anni più tardi fonda l’associazione Svilupparty – Italian Party of Indie Developers, che raccoglie ogni anno oltre 200 associati, con lo scopo di organizzare l’evento e di supportare i giovani sviluppatori nel loro percorso professionale.
Dal 2012 collabora con la Bottega Finzioni di Carlo Lucarelli, dove diresse il corso di produzione e sceneggiatura videogiochi. Sempre nello stesso anno fonda IV Productions, un'attività videoludica nella produzione di videogiochi per console e smartphone. Citandone alcuni, Albedo: Eyes from Outer Space per PlayStation 4 e Xbox One, Occultus: Mediterranean Cabal e Riot: Civil Unrest per PC.
Nel 2016 pubblica la sua biografia intitolata Vita di Videogiochi – Memorie a 8 bit, libro di 256 pagine (il valore massimo che si può ottenere con 8 bit).

## Videogiochi

### Era Simulmondo (1987-1993)
Generalmente Venturi ha partecipato allo sviluppo, o effettuato tutto lo sviluppo nel caso dei primi titoli, solo della versione per Commodore 64, dove presente.
- Bocce (1987)
- Tombola (1987) per Italvideo[20]
- Italy '90 Soccer (1988)
- Simulgolf (1988)
- 1000 Miglia (1991)
- 3D Scacchi Simulator (1991)
- 500cc Motomanager (1991)
- Big Game Fishing (1991)
- F.1 Manager (1991)
- I Play 3D Soccer (1991)
- 3D World Boxing (1992)
- Dylan Dog: Gli uccisori (1992)
- I Play 3D Tennis (1992)
- Diabolik - serie da edicola (1993)
- Dylan Dog - serie da edicola (1993)
- Simulman - serie da edicola (1993)

### Era Colors Arti Multimediali (1994-1999)
Colors Arti Multimediali sviluppò una cinquantina di giochi per PC, nei quali Venturi aveva generalmente il ruolo di ideatore e direttore di produzione.

### Era KoalaGames - TiconBlu (2003-?)[9]
- Drive
- Paesaggi di prevenzione
- salute
- Ambiente
- Simulambiente
- Le avventure delle tre scimmie
- Inventastorie
- Bici
- BO3D
- A piedi
- Inventagiochi
- Citizen
- Metropolis
- Ecostorie
- Storie in strada
- Sulla strada
- Jo Pedone
- GuidaTu Moto
- The Invisible Hand (sul commercio equo e solidale)[10]

### Era IV Productions (dal 2012)[18]
- Nicolas Eymerich, Inquisitore: La Peste (2012)
- Albedo: Eyes from Outer Space (2014)
- Black Viper: Sophia's Fate (2014)
- Nicolas Eymerich, Inquisitore: Il villaggio (2015)
- Cast of the Seven Godsends – REDUX (2015)
- Ping Pong VR (2016)
- Occultus: Mediterranean Cabal (2016)
- Ekranoplan: Soviet Monsters (2016)
- Feudalism (2016)
- Progetto Ustica (2016)
- Nostradamus - The Four Horsemen of the Apocalypse (2018)
- Pride Run (2019)
- VR Ping Pong Pro (2019)
- The Demon - Nicolas Eymerich Inquisitor Audiogame (2020)
- Kring (2024)

## Opere
- Facciamo un videogioco (GradoZero, 2009)
- Vita di videogiochi – Memorie a 8 bit (autopubblicato, 2016)